# Kabinett István Tisza I

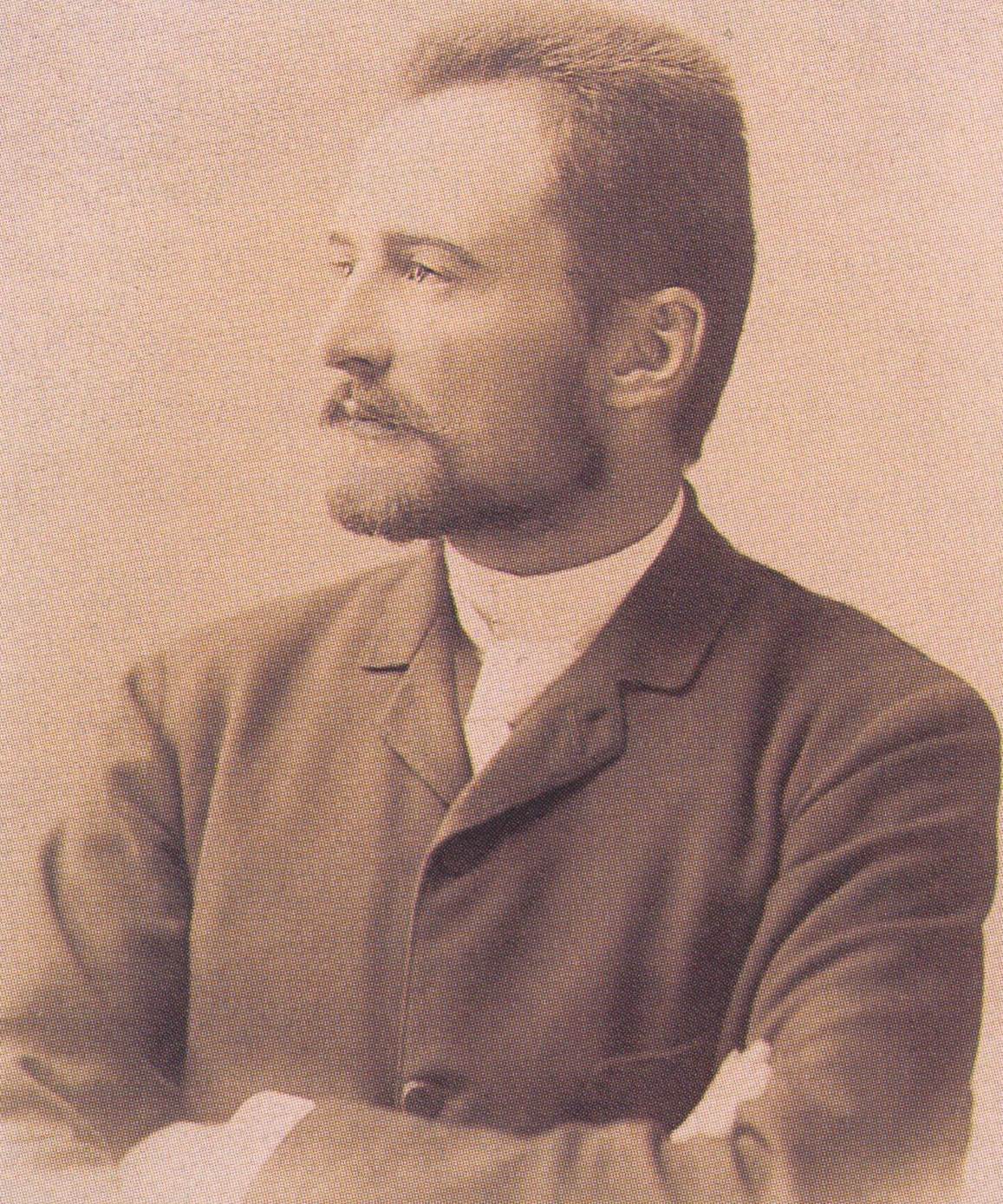
István Tisza

Das Kabinett István Tisza I war die Regierung des Königreichs Ungarn von 1903 bis 1905. Sie wurde vom ungarischen Ministerpräsidenten István Tisza am 3. November 1903 gebildet und bestand bis 18. Juni 1905.

## Minister
Parteien:
_ Liberale Partei (Szabadelvű Párt)
_ parteilos
| Amt                                          | Amtsträger | Amtsträger             | Beginn der Amtszeit | Ende der Amtszeit |
| -------------------------------------------- | ---------- | ---------------------- | ------------------- | ----------------- |
| Ministerpräsident, Innenminister             |            | István Tisza           | 3. November 1903    | 18. Juni 1905     |
| Landesverteidigungsminister                  |            | Sándor Nyíri           | 3. November 1903    | 18. Juni 1905     |
| Finanzminister                               |            | László Lukács          | 3. November 1903    | 18. Juni 1905     |
| Minister für Kultus und Unterricht           |            | Albert Berzeviczy      | 3. November 1903    | 18. Juni 1905     |
| Justizminister                               |            | Sándor Plósz           | 3. November 1903    | 18. Juni 1905     |
| Ackerbauminister                             |            | Béla Tallián           | 3. November 1903    | 18. Juni 1905     |
| Handelsminister                              |            | Károly Hieronymi       | 3. November 1903    | 18. Juni 1905     |
| Minister am Allerhöchsten Hoflager           |            | István Tisza           | 3. November 1903    | 3. März 1904      |
| Minister am Allerhöchsten Hoflager           |            | Károly Khuen-Héderváry | 3. März 1904        | 18. Juni 1905     |
| Kroatisch-slawonisch-dalmatinischer Minister |            | Ervin Cseh             | 3. November 1903    | 18. Juni 1905     |